# 軽度認知障害
軽度認知障害（けいどにんちしょうがい、Mild Cognitive Impairment：MCI）とは、正常老化過程で予想されるよりも認知機能が低下しているが、認知症とはいえない状態。認知症の前段階にあたるが、認知機能低下よりも記憶機能低下が主兆候となる。主観的・客観的に記憶障害を認めるが、一般的な認知機能・日常生活能力はほぼ保たれる。「認知症」の診断ができる程度に進行するまで、通常5 - 10年、平均で6 - 7年かかる。医療機関を受診した軽度認知障害では、年間10 % - 30 %が認知症に移行するとされる。MCIから認知症への進行を確実に食い止める治療法はまだ見つかっておらず、認知症治療薬の効果はないとする研究が多い。そのため予防的観点から、認知機能を維持する成分（DHA、イチョウ葉エキス、エルゴチオネインなど）を含んだ機能性表示食品の研究も活発に行われている。

## 定義
1. 年齢や教育レベルの影響のみでは説明できない記憶障害が存在する。
2. 本人または家族による物忘れの訴えがある。
3. 全般的な認知機能は正常範囲である。
4. 日常生活動作は自立している。
5. 認知症ではない[5]。